# 基本法
基本法是在一個國家或地區擁有最高效力的法律，它的實際作用與宪法相同。「基本法」一詞所意味的是不永久並權宜之計，在沒有實施憲法的情況下，達到有法維持憲政秩序之效果。
另外還有一種用於特定行政領域，如環境、教育、文化、社會福利、科學技術等等，而以基本法來命名的法律，用於宣示特定行政領域之基本行政政策或基本行政方針，其位階仍為法律，此種立法模式來自日本。

## 用作憲法的基本法

### 康涅狄格殖民地
1639年，康涅狄格殖民地通过《康涅狄格基本法》。

### 德国
二戰後，德國分裂為東德與西德。西德政府認為不宜在尚未統一前施行憲法，只有暫停施行憲法，以基本法實施民主選舉及其他保護民主国家社會的必要法則（暫時將東德國民排除於適用範圍之外）。後來基本法的方式行之有效，在兩德統一後仍然維持下去。

### 以色列、沙特阿拉伯、巴勒斯坦、阿曼
在以色列，因為宗教原因，宗教派别将犹太人的律法（塔木德）视作最高法律，不太可能接受一部世俗的宪法，特别是对于宗教自由的问题极为敏感；同时以色列是全世界犹太人的單一国家，制憲確立猶太國家（Jewish State）概念會受阿拉伯人和國際的非議，因此以基本法體現。（犹太民族国家法）
在沙特阿拉伯，因為宗教原因，不欲建立高於宗教聖典的憲法，特別是伊斯蘭教的可蘭經和沙里亚法，而是權宜地建立基本法。阿拉伯半岛南部的阿曼也是基于相同原因和类似想法。
在巴勒斯坦，巴勒斯坦自治政府考慮到國土尚未完全自由独立，所以在2002年施行基本法以便自治政府建立管治合法性，待全國領土恢復自由後才能實施1968年訂立的憲法。

### 香港、澳門
香港和澳門是中华人民共和國的特別行政區，兩地的政治體制與中华人民共和國直接统治的中国内地有所不同，因此在憲法之下制定基本法以實施高度自治。亦有人稱其施行的基本法為上述地區的「小憲法」。《香港基本法》取代了殖民地時期《英皇制誥》及《皇室訓令》的地位，《澳门基本法》取代了殖民地時期《澳門組織章程》的地位。

### 匈牙利
在《基本法》前，匈牙利的憲法為《1949年憲法》，即使經過匈牙利民主化運動也只有大幅改動而已。
2011年4月18日，匈牙利議會以262票赞成、44票反对的投票结果，通过名为《基本法》的新宪法，于2012年1月1日起生效，國號由匈牙利共和国改為匈牙利。

## 各地基本法比較
| 區域                   | 最高宪制性法律                           | 基本法                                   | 国家元首           | 政府首脑                                                    | 立法机构                                  |
| 主权国家               | 主权国家                                 | 主权国家                                 | 主权国家           | 主权国家                                                    | 主权国家                                  |
| ---------------------- | ---------------------------------------- | ---------------------------------------- | ------------------ | ----------------------------------------------------------- | ----------------------------------------- |
| 以色列                 | 不適用                                   | 《以色列基本法》                         | 以色列总统         | 以色列总理                                                  | 以色列议会                                |
| 沙烏地阿拉伯           | 《可兰经》                               | 《治国基本法》                           | 沙特阿拉伯国王     | 沙特阿拉伯首相                                              | 不適用 沙特协商会议为咨询机构             |
| 阿曼                   | 《可兰经》                               | 《阿曼基本法》                           | 阿曼苏丹           | 阿曼首相                                                    | 不適用 阿曼委员会为咨询机构               |
| 巴勒斯坦               | 不適用                                   | 《巴勒斯坦民族权力机构基本法》           | 巴勒斯坦总统       | 巴勒斯坦总理                                                | 巴勒斯坦立法委员会                        |
| 德国                   | 《德意志联邦共和国基本法》（1990年之後） | 《德意志联邦共和国基本法》（1990年之前） | 德国联邦总统       | 德国联邦总理                                                | 德国联邦议会 德国联邦参议院、德国联邦议院 |
| 匈牙利                 | 《匈牙利基本法》（2012年起）             | 《匈牙利基本法》                         | 匈牙利总统         | 匈牙利总理                                                  | 匈牙利国民议会                            |
| 瑞典                   | 不適用                                   | 《瑞典王国基本法》                       | 瑞典国王           | 瑞典首相                                                    | 瑞典议会                                  |
| 主权国家中的特别行政区 |                                          |                                          |                    |                                                             |                                           |
| 香港特別行政區         | 《中华人民共和国宪法》                   | 《香港特别行政区基本法》                 | 中华人民共和国主席 | 香港特别行政区行政长官 （由中国国务院总理签署国务院令任命） | 香港立法会                                |
| 澳門特別行政區         | 《中华人民共和国宪法》                   | 《澳门特别行政区基本法》                 | 中华人民共和国主席 | 澳门特别行政区行政长官 （由中国国务院总理签署国务院令任命） | 澳门立法会                                |
| 其他及历史政权         |                                          |                                          |                    |                                                             |                                           |
| 英格兰                 | 不適用                                   | 《英格蘭基本法》                         | 英國君主           | 英國首相                                                    | 英國國會                                  |
| 苏格兰                 | 不適用                                   | 《蘇格蘭基本法》                         | 蘇格蘭君主         | 蘇格蘭首席部長                                              | 蘇格蘭國會                                |
| 愛爾蘭                 | 不適用                                   | 《愛爾蘭基本法》                         | 愛爾蘭君主         | 愛爾蘭首席部長                                              | 愛爾蘭國會                                |
| 俄罗斯帝国             | 不適用                                   | 《俄羅斯帝國基本法》                     | 俄羅斯皇帝         | 大臣會議主席                                                | 俄羅斯帝國議會 帝國杜馬                   |
| 西德                   | 參照上述「德國」項                       | 參照上述「德國」項                       | 參照上述「德國」項 | 參照上述「德國」項                                          | 參照上述「德國」項                        |
| 康涅狄格州             | 不適用                                   | 《康乃狄克基本法》                       | 康乃狄克州州長     | 康乃狄克州州長                                              | 康乃狄克州議會                            |

## 備註
1. ↑  林素鳳. . 中央警察大學法學論集. 2013, 24: 73–102  [2023-11-13]. （原始内容存档于2023-11-13）.
2. ↑  把香港和澳門的《基本法》稱為「小憲法」，在港澳地區和中國大陸都很常見，例如香港《大公報 （页面存档备份，存于）》言「……《基本法》是人大常委會賦予本港的『小憲法』……」、前香港特别行政區律政司司長梁愛詩的 演辭 （页面存档备份，存于） 說「……我們現在擁有一部成文『小憲法』 — 《基本法》……」、澳門《新華澳報》的 文章 （页面存档备份，存于） 所言「……一部俗稱為『小憲法』的憲制性文件──《澳門基本法》……」、人民網地方聯報網 （页面存档备份，存于） 稱「……成功落實《澳门基本法》……這部關乎澳門未來發展和進步的『小憲法』……」等。